# Guillermo Vilas
Guillermo Vilas (Buenos Aires, Argentina; 17 de agosto de 1952) es un extenista profesional argentino. Es considerado el mejor tenista de la historia del tenis argentino y uno de los mejores deportistas argentinos del siglo XX.
Fue ganador de 62 torneos de ATP, 4 de los cuales fueron torneos de Grand Slam: triunfó en el Torneo de Roland Garros 1977, en el Abierto de Estados Unidos 1977, el Abierto de Australia 1978, y el Abierto de Australia 1979, además del Masters 1974 (hoy ATP World Tour Finals) y seis Grand Prix Championship (actualmente Masters 1000): Dos Masters de Montecarlo (1976 y 1982), dos Masters de Canadá (1974 y 1976), un Masters de Hamburgo (1978) y un Masters de Roma (1980). También alcanzó otras tres veces la final de Roland Garros, y una vez del Abierto de Australia. El único Grand Slam que no pudo ganar fue Wimbledon, en el cual logró llegar a los cuartos de final en 1975 y 1976. Catalogado como el Nro. 1 y campeón mundial de 1977 por entonces prestigioso ranking anual de World Tennis, también finalizó como N.1 del Grand Prix Tennis Circuit organizado por la FIT (predecesor del actual ATP Tour) en 1974, 1975 y 1977.
Es el tenista que posee el récord de mayor número de victorias en una sola temporada con 130 partidos ganados en 1977; además de poseer el récord de mayor cantidad de títulos ganados (16 títulos) en una sola temporada (1977). Además es el único tenista en tener el récord de mayor número de partidos ganados de forma consecutiva con 46 partidos y el único jugador en ganar torneos ATP en cuatro continentes Europa, América (América del Sur y del Norte), África, y Asia en un mismo año (1977). Es el séptimo jugador en lograr la mayor cantidad de partidos ganados en el tour profesional, totalizando 951, solo detrás de Jimmy Connors, Roger Federer, Ivan Lendl, Rafael Nadal y Novak Djokovic. Por último, es el jugador que más tiempo ha permanecido en el segundo puesto de la clasificación del ranking ATP, sin haber alcanzado nunca el primer escalafón, completando 83 semanas,si bien existen estadísticas que permiten posicionarlo como N.º 1 en 1975 y 1977 (durante un total de 7 semanas). Dicha investigación no fue desmentida por la ATP, pero no se le oficializó el Número 1 con el argumento de que fue en un intervalo en el cual el ranking no había sido publicado, pero esa controversia nunca se resolvió favorablemente para Vilas.
En 1980 la Fundación Konex le otorgó el Premio Konex de Platino y un Diploma al Mérito. Luego en 1990 volvió a obtener el Konex, esta vez el Diploma al Mérito como uno de los 5 mejores tenistas de la década 1980-1989. En el año 1991 fue incorporado al International Tennis Hall of Fame. Recibió tres Olimpias de oro (1974, 1975 y 1977) y en 2010 fue premiado con el Olimpia del Bicentenario como el mejor tenista argentino de la historia. En el año 2008 fue premiado por la Federación Internacional de Tenis y el Salón de la Fama del Tenis Internacional con el Premio de Excelencia de la Copa Davis. En 2011, según un polémico estudio realizado por el físico Filippo Radicchi de la Universidad Northwestern, quien analizó a todos los jugadores que disputaron al menos un partido profesional entre 1968 y 2010, posicionó a Vilas como el cuarto mejor tenista de esa etapa. En 2018 la revista estadounidense 'Tennis Magazine' ubicó a Vilas como el 16° mejor tenista masculino de los últimos 50 años, siendo el sudamericano mejor colocado en dicha lista.En 2019, fue considerado el mejor deportista de la ciudad de Mar del Plata, de acuerdo a la votación de periodistas especializados.

## Biografía
Es hijo de Maruxa y José Roque Vilas, por lo que como cientos de miles de argentinos, posee ascendencia gallega. Guillermo nació en la Ciudad de Buenos Aires en el Instituto del Diagnóstico y Tratamiento. Dos días después del nacimiento, los Vilas retornaron a su casa de la Avenida Colón en la ciudad de Mar del Plata, donde sus pequeños hijos Marcela y Guillermo transitaron su niñez. Vilas realizó sus estudios primarios y secundarios en el Instituto Peralta Ramos; fue un excelente alumno, destacándose sobre todo en Instrucción Cívica.
Su padre fue quien lo introdujo en el mundo del tenis cuando tenía solo cinco años. Su primera raqueta fue una Sarina Children que don Roque le regaló. Durante los fines de semana, mientras los mayores jugaban en las canchas de polvo de ladrillo del Club Náutico Mar del Plata, Guillermo se quedaba largas horas peloteando en el frontón.
A los once años comenzó a ser entrenado por el profesor Felipe Locicero, a quien don Roque le confió la carrera de su hijo. Las extensas jornadas de entrenamiento rindieron sus frutos en poco tiempo. En 1963, Guillermo ganó su primera medalla en el torneo interno del Club Náutico, siendo derrotado en la final. Ya para ese entonces comenzaba a popularizarse el dato de "un pibe que juega muy bien al tenis" entre los socios del Club Náutico. 

Su primer certamen lo ganó en 1973 en su tierra natal, Buenos Aires, derrotando a Björn Borg, por abandono del sueco tras una caída. Borg fue siempre el rival más difícil y más motivante para Vilas, al cual siempre le pisó los talones pero nunca pudo superar (si bien ganó algunos partidos contra él). Fue también el jugador argentino con más partidos ganados en dobles del ATP Tour (récord de 16), hasta el año 2021 que fue superado por Horacio Zeballos.

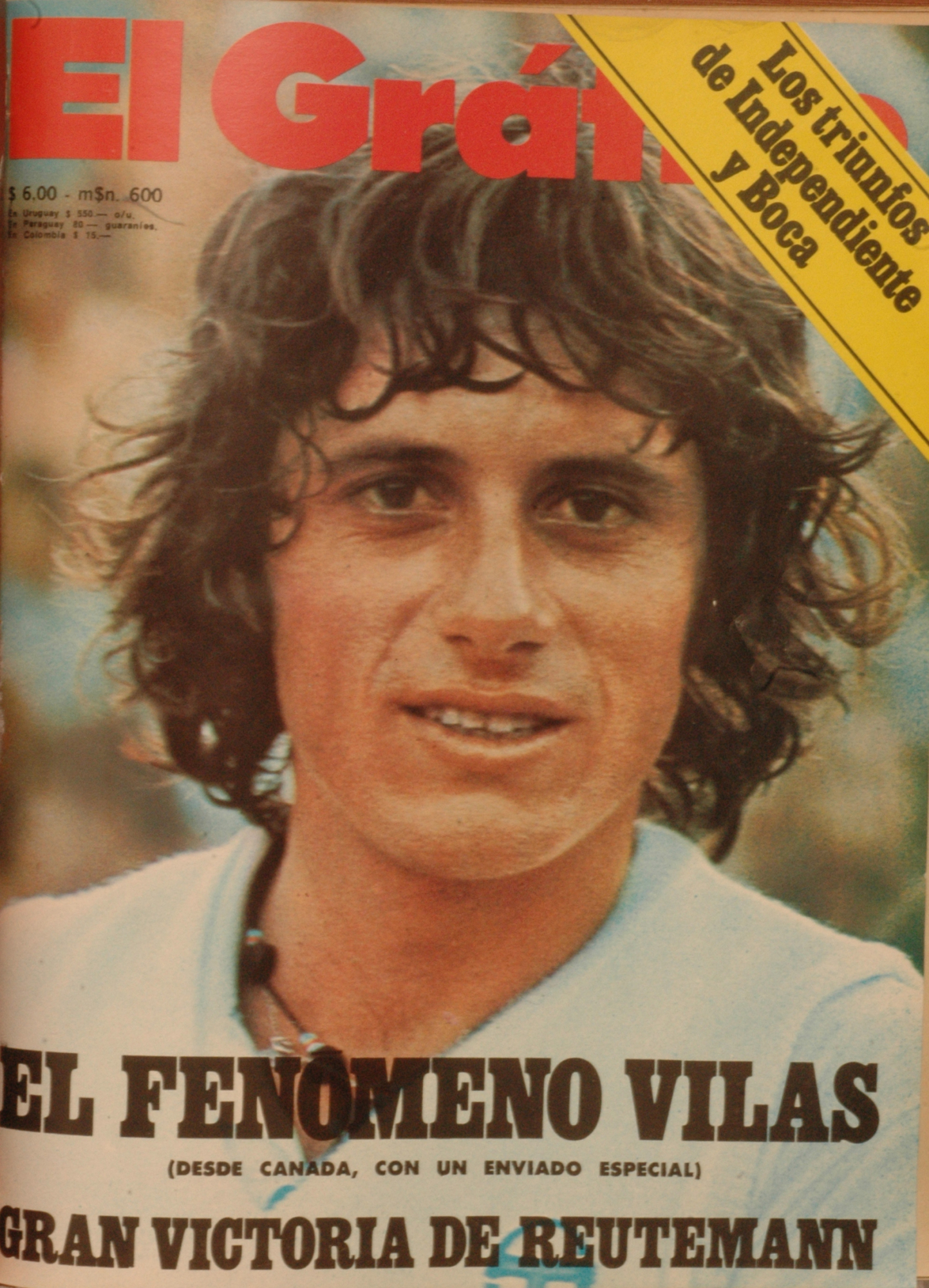
Guillermo Vilas en 1974.

Desde su época de jugador, solía hablar de música en las entrevistas y expresaba su fanatismo por Luis Alberto Spinetta. Luego de conocerlo, hacerse amigo (es el padrino de Dante Spinetta), y de que el músico le musicalizara unos poemas (otra gran pasión de Willy), Vilas utilizó sus influencias para que Spinetta grabara un disco en inglés en Estados Unidos (previa firma de un contrato con CBS de ese país) con la intención de que la carrera solista del ex Almendra lograra proyección internacional. El disco "Only Love Can Sustain" (Solo el amor puede sostener) fue grabado en 1978 y editado en 1980. No tuvo mucha repercusión pero entrega una joya: “Children of the bells” (“Niños de las campanas”), un poema con letra de Vilas. Pasarían 10 años hasta que Willy volviera a la música, esta vez con disco propio "Milnuevenoventa". Este trabajo vio la luz en el año que le da nombre, gracias al Sello ABR S.A propiedad de Bernardo Bergeret, uno de los dueños de la Z95 y el creador/ mánager de varios grupos como "Seducidas y Abandonadas", "Jazzy Mel" y "The Sacados" (el cantante Darío Moscatelli participó en el arreglo de un par de temas). En 1992 formó un grupo llamado Dr. Silva integrado además por dos exmiembros de Plus, un grupo de hard rock de los años 70 (el guitarrista Julio Sáez toca actualmente con el "Indio" Solari) con tendencia hard y rock and roll.
Vilas también es conocido por su faceta de poeta. En 1974 publicó el libro de poemas "125". En 1981 publicó "Cosecha de Cuatro". En 1976 publicó Quién soy y cómo juego, una autobiografía donde menciona sus tácticas a la hora de jugar tenis.
En 2005 fue distinguido por el vicepresidente de la Nación, Daniel Scioli, con la Mención de Honor "Senador Domingo Faustino Sarmiento", en una ceremonia que se realizó en el Senado de la Nación. La mención de Honor Senador Domingo Faustino Sarmiento es una distinción que instauró el Senado de la Nación para reconocer y estimular a los argentinos emprendedores que se destacan en diversos campos. El acto se realizó en el Salón Azul del Senado y contó con la presencia de los senadores Celso Jaque y Mercedes Oviedo, presidenta de la Comisión de Salud y Deporte, y del diputado Antonio Rattín titular de la misma comisión en la Cámara baja. Al término de la ceremonia, Vilas reconoció que se trataba del "primer reconocimiento" oficial que recibía en su vida, y que "es muy importante" porque creyó que "nunca iba a llegar".

"Uno se transforma en un embajador de su país, pero a veces se siente una gran soledad. Por eso agradezco al Senado, porque ha cumplido con algo que yo necesitaba"
Guillermo Vilas en 2005

## Trayectoria deportiva

### Inicios: Orange Bowl y primer título ATP
Entre los doce y quince años fue sumando logros. Finalista del Campeonato Argentino de Infantiles, Campeón Argentino y Sudamericano de Menores en dobles. En 1967, y a raíz de los éxitos comenzó a viajar a Buenos Aires para entrenar en el Buenos Aires Lawn Tennis y jugar Interclubes. Ese mismo año participó en el tradicional Orange Bowl, donde se consagró en dobles con el estadounidense Jeff Austin. En 1968 volvió a disputar el mismo torneo, pero a diferencia del año anterior en el que fue eliminado en Octavos, se impuso en la final ante el mexicano Emilio Montaño por 6-4 y 6-3. En 1969 repitió la conquista, derrotando al local Dick Stockton en el juego decisivo. A los dieciocho años se convirtió en el número uno de Argentina.
Estos logros, sumados a la incursión en el circuito internacional de mayores, y el debut en la Copa Davis de 1970, le dieron un giro completo a su vida, puesto que dejó los estudios de abogacía para dedicarse de lleno al tenis.
En noviembre de 1969 debutó en el circuito internacional de mayores, disputando el Grand Prix de Buenos Aires (sobre polvo de ladrillo), superando al sudafricano Frew McMillan por 7-5, 6-1 y 6-2. En 1972 disputó su primera final, cayendo en Cincinnati (polvo de ladrillo) ante Jimmy Connors por 6-3 y 6-3. A finales de ese año también caería en la final del Buenos Aires Open con Karl Meiler. En 1973 se adjudicó el primer título de su carrera, derrotando en la definición de Buenos Aires (polvo de ladrillo), al sueco Björn Borg por 3-6, 6-7, 6-4, 6-6 y retiró por lesión.

### 1974-1976: Roland Garros y N.°2 mundial

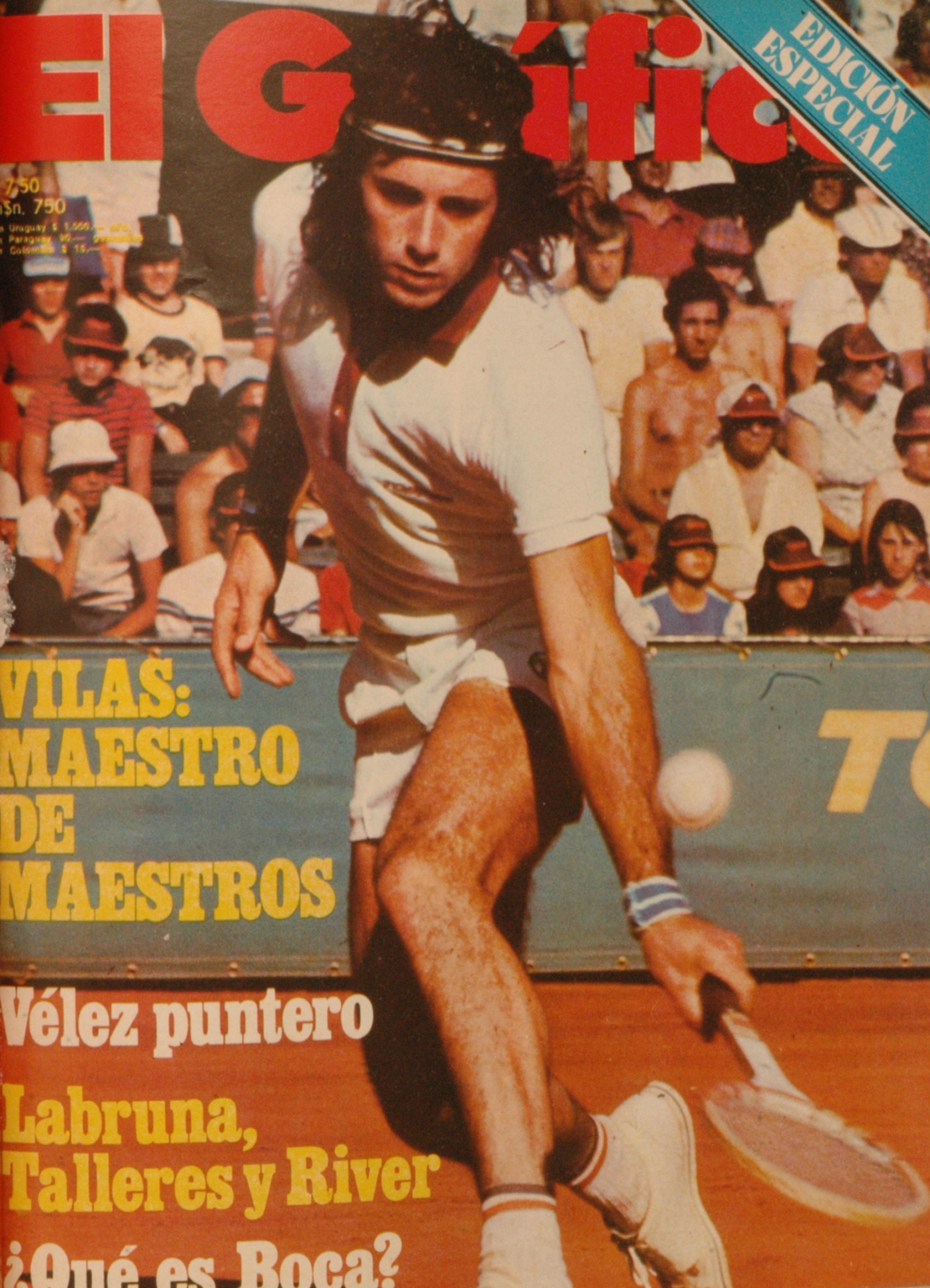
Vilas en 1974.

El año 1974 marcó su gran proyección internacional. Destacadas actuaciones, incluyendo una maratónica semifinal perdida en Roma ante Björn Borg, y las victorias de los abiertos de Gstaad, Hilversum, Louisville, Toronto, Teherán y Buenos Aires, le posibilitaron adquirir una notoria consideración general, y lograr la mejor clasificación para disputar el ATP Masters de 1974. En el torneo que reunió a los mejores de la temporada jugó a un gran nivel, venció a John Newcombe por 6-4, y 7-6, y a Björn Borg por 7-5 y 6-1 en primera ronda. Ya en la final se impuso al rumano Ilie Năstase, ganador de las últimas tres ediciones, por 7-6, 6-2, 3-6 y 6-4. El triunfo de Vilas en aquel Masters, por la calidad de rivales a los que enfrentó, es considerado por muchos como el mayor de su carrera. Lo llamativo es que haya sido en césped, superficie en la que más incómodo se sentía. Tanto "World Tennis" como Bud Collins ubicaron a Vilas como el segundo mejor tenista de 1974 en sus respectivos rankings, detrás de Jimmy Connors.

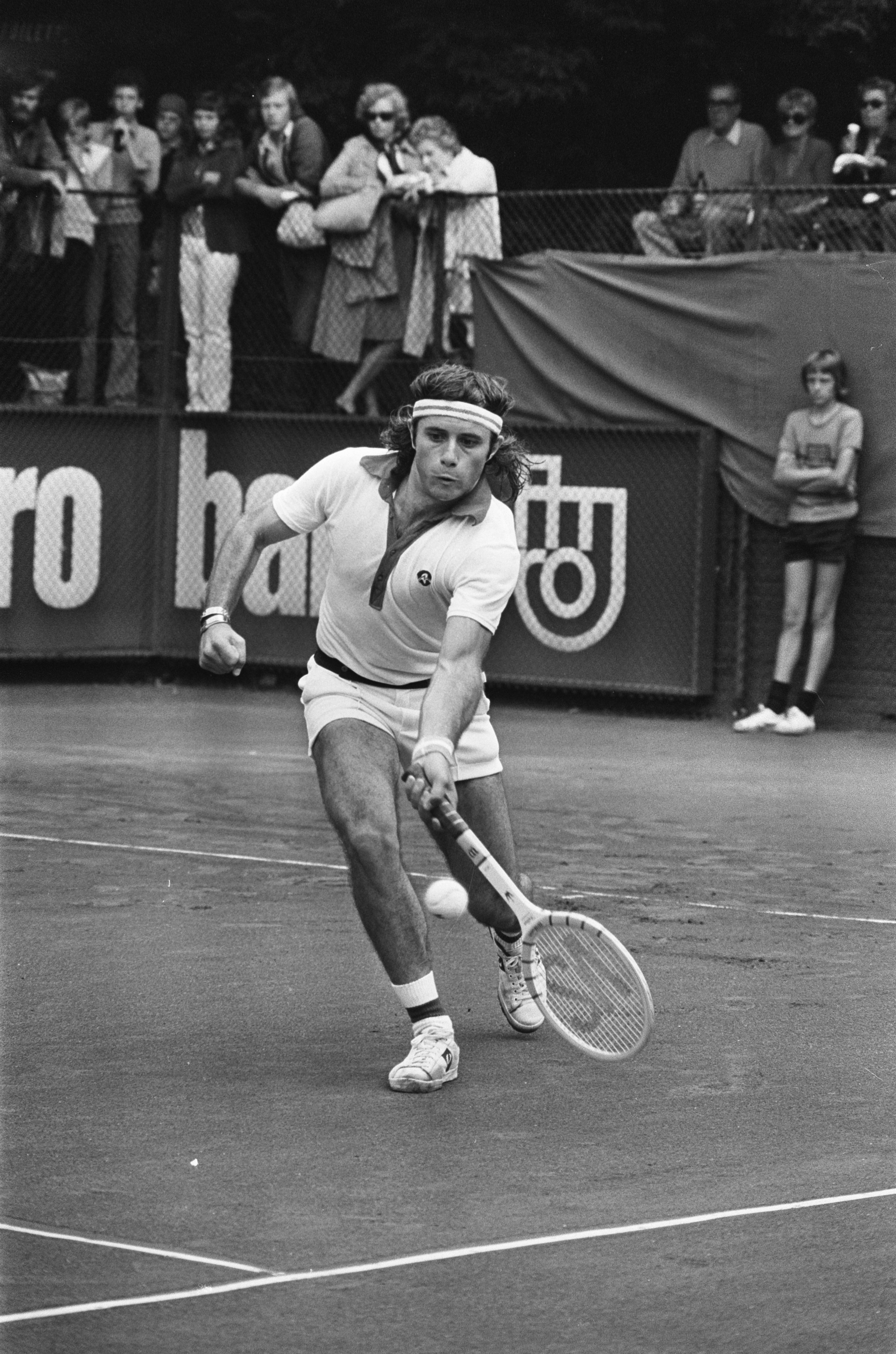
Vilas, el 20 de julio de 1975 jugando la final del Torneo de Hilversum, el cual ganaría.

En 1975 Vilas se consolida como una de las máximas figuras del tenis mundial: llegó a la primera final de un Grand Slam, el Roland Garros, donde fue derrotado por el sueco Björn Borg por 2-6, 3-6, 4-6. De ocho finales alcanzadas ese año, Vilas ganó cinco y perdió tres. Tuvo también la gran oportunidad de llegar a la final del US Open, pero semilesionado en pleno partido, perdió una histórica semifinal ante Manuel Orantes en 5 sets luego de estar 5-0 en el cuarto y tener 4 puntos de partido a favor. El propio Orantes iba a recordar años después: "Con 5-0 y 40-15 en contra en el cuarto set, más de la mitad del estadio se había empezado a marchar. Decían: "Ya está, la final mañana será Connors contra Vilas". Y al día siguiente, cuando aparecí yo en la pista contra Connors, pillé por sorpresa a todo el mundo, incluido yo mismo".
Vilas ganó la temporada del Grand Prix al igual que en 1974, y finalizó como N.º 2 del ranking ATP. En ese mismo año y 1976 también tuvo sus actuaciones más destacadas en el Campeonato de Wimbledon, llegando hasta cuartos de final en ambos años, este sería, el único Grand Slam que Vilas no pudo ganar.

### 1977-1980: Época dorada, Grand Slams y finales
1977 fue el gran año de su carrera. En enero pierde su segunda final en un torneo de Grand Slam ante el segundo preclasificado Roscoe Tanner, pero se desquitó el 5 de agosto en Roland Garros, al vapulear a Brian Gottfried por 6-0, 6-3 y 6-0 en lo que fue una de las finales más desparejas dentro de la historia del abierto francés. Jugó 31 torneos y ganó 16, récord absoluto en la era abierta (17 si se incluye el torneo de Rye, no reconocido por la ATP), con 130 victorias y solo 14 derrotas, logrando un altísimo 90,3% de efectividad. También estableció el récord de mayor cantidad de victorias consecutivas con 46 (50 si se tiene en cuenta el torneo de Rye), cayendo en la final de Aix En-Provence ante Illie Năstase, quien utilizó una raqueta de doble encordado, prohibida luego por la ATP; en tanto sobre canchas lentas, desde julio hasta septiembre del mismo año, se mantuvo invicto en 53 partidos, ganó siete títulos consecutivos -Kitzbuhel, Washington, Luisville, South Orange, Columbus, Abierto de los Estados Unidos (Connors en la final) y París, récord batido por Rafael Nadal 29 años después (la marca continúa vigente para una sola temporada; el español consiguió su récord a lo largo de tres años).

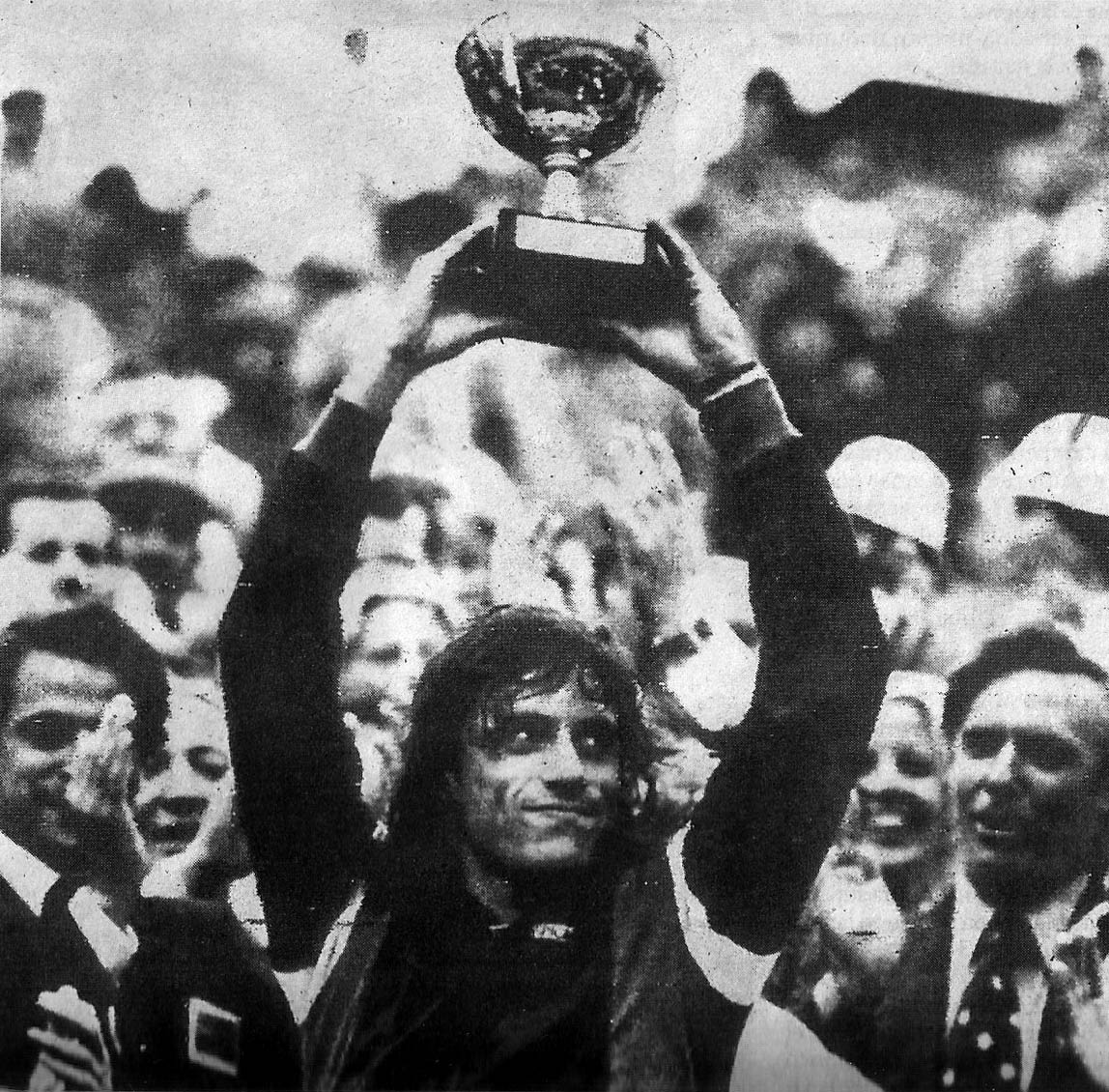
Vilas levantando el trofeo de Roland Garros en 1977

Por el sistema de porcentajes que utilizaba en ese momento, Vilas terminó como N.º 2 en el ranking ATP por debajo de Jimmy Connors (que ganó el masters y otros seis títulos siendo subcampeón en Wimbledon y el abierto de los EE. UU.). En contrapartida, fue el N°1 del Grand Prix por tercera vez, y la revista "World Tennis" (cuyo ranking anual era el más respetado desde 1953) le concedió el N.º 1 del mundo, así como también la Agence France-Presse, entre otros rankings especializados de la época. En retrospectiva, un estudio publicado en febrero de 2011 en la revista PLoS ONE(volumen 6, N.º 2) analizaron todos los registros de los partidos del año 1977 y llegaron a la conclusión de que Vilas fue el mejor jugador de ese año. Asimismo el portal thetennisbase.com , que realiza su "Ranking TB" con el mismo sistema de puntuación para todas las épocas, le reconoce 39 semanas como N.º 1 entre 1977 y 1978.
Fue una temporada única e incomparable para Vilas, no obstante años más tarde hizo varias declaraciones respecto a dicho acontecimiento: 

Nunca estuve más solo en mi vida que cuando fui el número 1 en 1977. Era un cardo. Solo, solo. La gente puede pensar que fue un año espectacular: yo deseaba que terminase rápido.

Lo que hice el año pasado es una grosería. Ganar 57 partidos seguidos en polvo de ladrillo, y 85 partidos de los 87 jugados, con 16 torneos ganados sobre 31, es una barbaridad que no voy a volver a repetir en mi carrera. Ni creo que en mucho tiempo alguien lo pueda igualar.

En 1978 y 1979 se adjudicó el Abierto de Australia. El único torneo de Grand Slam que no pudo ganar fue el tradicional y legendario Wimbledon, donde sus participaciones más destacadas se produjeron en 1975 y 1976, cuando en ambas ocasiones accedió a los cuartos de final.

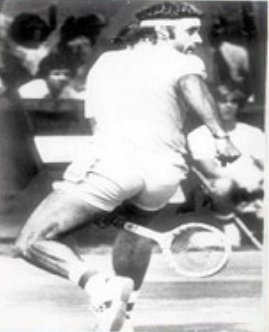
Guillermo Vilas en 1978 haciendo la Gran Willy.

En 1980, junto a José Luis Clerc y Carlos Gattiker obtuvo la Copa Mundial por Equipos (ex Copa de las Naciones). En la tercera edición del torneo, que se disputó entre el 5 y el 12 de mayo en Düsseldorf, Vilas logró imponerse a Ivan Lendl (6-2, 2-6 y 6-3), Rolf Gehring (6-2 y 6-0), Corrado Barazzutti (6-3 y 6-3), Björn Borg (6-3, 1-6 y 6-1), y nuevamente a Barazzutti (6-3 y 6-2) para consagrarse campeón invicto.

### 1981: Copa Davis con Clerc
De la mano de Guillermo Vilas y José Luis Clerc, la Argentina jugó la primera final de su historia en la Copa Davis en 1981. La serie se jugó en Cincinnati, ante los Estados Unidos de América, que contaba con el liderazgo de John McEnroe, número uno del mundo, y reconocidos jugadores como Jimmy Connors, Roscoe Tanner, y Peter Fleming. 
En la primera jornada, McEnroe venció a Vilas 6-3, 6-2 y 6-2, pero Clerc le ganó a Roscoe Tanner 7-5, 6-3 y 8-6. Así, el dobles (Vilas y Clerc) pasó a ser clave ante la tremenda dupla norteamericana formada por McEnroe y Peter Fleming. 
Vilas y Clerc eran, en ese momento, cuarto y quinto en el ranking mundial, pero su jerarquía tenía una contra muy grande: no se hablaban. La relación era pésima; eran dos egos enfrentados. Y durante la serie final no se dirigieron la palabra. Aun así, Willy y Batata dejaron afuera de la cancha sus problemas personales y estuvieron cerca de ganar, pero finalmente perdieron el dobles, después de casi seis horas de juego por 6-3, 4-6, 6-4, 4-6 y 11-9. En la tercera jornada de la serie, el sueño argentino terminó cuando Clerc cayó ante Mc Enroe por 7-5, 5-7, 6-3, 3-6 y 6-3. Ya no tenía sentido que Vilas juegue contra Roscoe Tanner, sin embargo Willy insistió en jugar igual, y el partido fue intensísimo, con Vilas y Tanner peleando denodadamente cada punto, hasta que el umpire resolvió suspenderlo luego de que llegaran a 11-10 en el primer set, en una inolvidable demostración de empuje, determinación y vergüenza deportiva de Willy.

### 1982-1989: Años finales y retiro

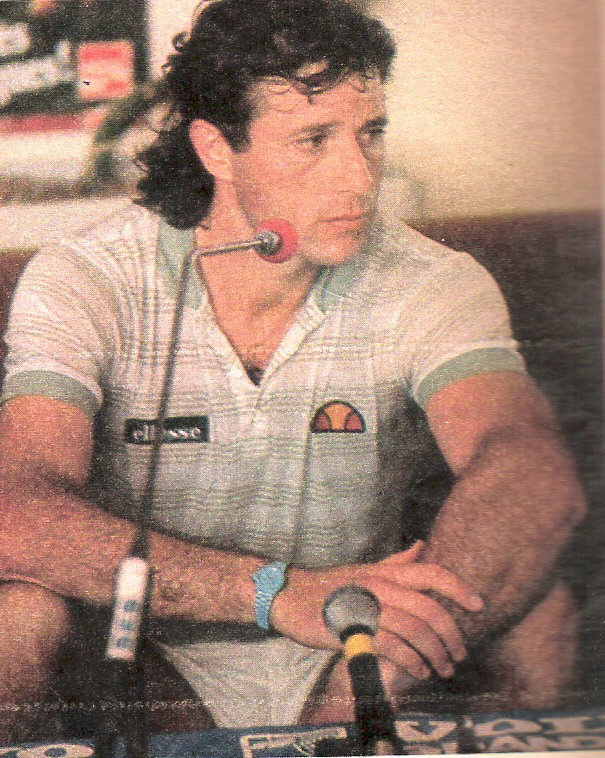
Vilas en conferencia de prensa, año 1982.

En 1982 realiza su última gran temporada a los 30 años de edad, llegando nuevamente a la final de Roland Garrós (derrota ante Mats Wilander) y a las semifinales del US Open (ante Connors). Derrota a Connors en las finales de Róterdam y Milán, y a Ivan Lendl en las de Montecarlo y Madrid. Obtiene siete torneos, finalizando el año como N.º 4 del ranking ATP y N.º 2 del Grand Prix.
El 24 de julio de 1983, ganaría su último título dentro del circuito, el Torneo de Kitzbühel (ATP 250), venciendo al francés Henri Leconte por 7-6 4-6 6-4. 
En mayo de 1986, estando posicionado en el N.° 41 del mundo jugó su última final de un torneo ATP, este fue Forest Hills, disputando el denominado "Torneo de los Campeones", donde cayó ante el francés Yannick Noah por 6-7 y 0-6.
Su retiro se produjo en el año 1989, y retornó brevemente en 1992, año en que solo jugó el Abierto de Atlanta y algunos ATP Challengers. En ese año se retiró con 40 años de edad encontrándose en el N.° 463 del ranking ATP.

### Vida postretiro

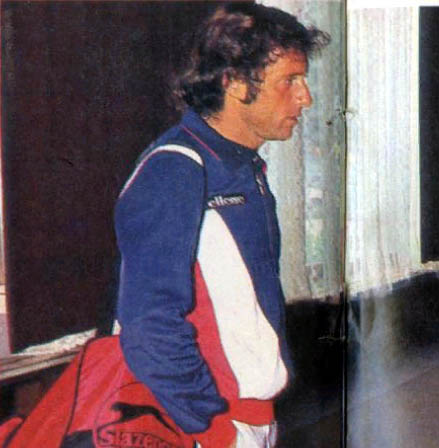
Guillermo Vilas en 1987

Fue el director del torneo de exhibición que se realiza en Buenos Aires en el mes de diciembre, denominado «Copa Argentina», organizado por el Grupo NOS y la A.A.T.. El certamen, que se juega sobre asfalto en el Buenos Aires Lawn Tennis Club, ha convocado durante más de una década a figuras del tenis moderno, entre ellos, a Carlos Moyá, David Nalbandian, Gastón Gaudio, Mardy Fish, Fernando González, Gael Monfils, Juan Mónaco, Marcos Baghdatis, Mariano Zabaleta, etc.
En 2012 se dedicó a jugar en el circuito Sénior de la ATP, esporádicamente, a impartir clases colectivas de tenis por todo el territorio argentino y además por varios países de América. Pasa gran parte del tiempo en su propio club, el “Vilas Tenis Club”, situado en la localidad de Palmanova, en Calviá (Islas Baleares). También un club de tenis lleva su nombre en Buenos Aires, en el barrio de Palermo, el "Club Vilas", que se encuentra a unos metros del Buenos Aires Lawn Tennis Club. Junto a José Luis Clerc realizó dos partidos de exhibición durante la visita de Roger Federer a Buenos Aires donde jugó 2 partidos con Juan Martín Del Potro en la localidad de Tigre.
Llamativamente nunca fue convocado como capitán de la Copa Davis, pese a resaltar varias veces que "está disponible" y estuvo alejado de los altos estamentos organizativos del deporte con quien se enfrentó duramente en su etapa de esplendor como jugador. Esas diferencias con los directivos de la Asociación Argentina de Tenis, que incluyeron, métodos de entrenamientos, reparto de premios, derechos de imagen, televisación, decisiones sobre capitanías, le han pasado factura y por ello, pese a ser el tenista argentino más importante de todos los tiempos no le han designado como capitán de Copa Davis, su único sueño todavía no cumplido. Pero ya en este siglo XXI colabora con el Gobierno de la Provincia de Buenos Aires dando numerosas clínicas de tenis para los niños, siendo una verdadero éxito de público cada una de sus presentaciones.

## N.º1 del ranking ATP
Si bien Vilas ganó el Grand Prix y 16 torneos en 1977, incluyendo Roland Garros y el US Open, nunca llegó al N.º 1 del ranking ATP durante ese año. Dicho ranking por entonces promediaba los puntos y torneos jugados, así fue que Vilas tuvo un promedio inferior al de Connors, quien obtuvo 897 puntos en 15 torneos. Connors promedió 59.80 contra 57.50 de Vilas, que obtuvo 1610 puntos en 28 torneos. No obstante, World Tennis lo reconoció como el Número 1 del año, así también como el Salón de la Fama Internacional del Tenis dice en su página sobre Vilas en 1977 que fue "comúnmente considerado como el real Número 1".
A fines de 2014 el periodista argentino Eduardo Puppo junto al matemático rumano Marian Ciulpan entregaron un detallado informe con más de 1200 hojas sobre el período 1973-78, en el que se llega a la conclusión de que el tenista argentino tenía los puntos y el promedio necesarios para ser el Número 1 del viejo ranking ATP durante 5 semanas en 1975 y 2 más en 1976. Dicha investigación no fue desmentida por la ATP, pero no se le oficializó el Número 1 con el argumento de que fue en un intervalo en el cual el ranking no había sido publicado.
La controversia fue reflejada en el documental Vilas: serás lo que debas ser o no serás nada, el cual fue estrenado por Netflix en 2020 con críticas positivas por parte del público.

## Estilo de juego y legado
Se destacó generalmente por su capacidad de adaptación a todas las superficies, logrando popularizar el tenis en Argentina a punto tal que se habla de un antes y un después de Vilas. Es célebre también por haber creado y popularizado "la Gran Willy" que consiste en un golpe que se realiza golpeando la pelota por entre las piernas y de espaldas a la red.
Fue pionero de este deporte en su país, además de popularizar este deporte en Argentina. La prensa mundial lo bautizó como "el joven toro de las pampas". Su excelente estado físico, devenido de un entrenamiento obsesivo de hasta 18 horas diarias, y su agresividad de juego le hicieron ganar este mote. Fue uno de los primeros jugadores del circuito junto a Björn Borg en emplear constantemente los golpes con topspin, que dan a la pelota un efecto que les permite pasar la red a mayor altura y dar un pique más alto. Este tipo de juego es el que más se emplea actualmente de parte de los jugadores de canchas lentas. Su creación, "la Gran Willy", sigue siendo utilizada ocasionalmente por parte de tenistas de primer nivel. 

## Vida personal
Fue una noticia mundial su relación de cinco meses con la princesa Carolina de Mónaco. Se conocieron el 11 de abril de 1982 después de que Vilas ganara el Masters de Montecarlo 1982. Su relación duró hasta la muerte de la Princesa Grace Kelly en septiembre de 1982. Su escapada romántica a Maui fue muy comentada.
En 2020, a sus 67 años, fuentes familiares del mejor tenista argentino de la historia reconocieron que padece un “deterioro cognitivo” compatible con el Alzheimer, alternando momentos de lucidez con otros de desvarío. El ídolo pasa sus días en su residencia de Mónaco, contenido por sus familiares más cercanos (su esposa y sus hijos) y sin realizar apariciones públicas. Esta situación fue confirmada por José Luis Clerc en su participación como invitado al programa televisivo “Almorzando con Mirtha Legrand”, emitido por el Canal 13 de Buenos Aires el día domingo 22 de agosto de 2021. Guillermo Vilas y José Luis Clerc, dos de los máximos exponentes del tenis argentino de todos los tiempos, supieron tener enormes diferencias personales, pero el tiempo facilitó la reconciliación y hoy mantienen un vínculo de mutuo respeto. Clerc, al ser consultado por Juana Viale, la anfitriona en reemplazo de la conductora, sobre Vilas, se emocionó hasta las lágrimas y se le hizo un nudo en la garganta. Incluso, se tomó unos segundos para comenzar a hablar luego de un profundo suspiro. El extenista y actual comentarista de la señal ESPN se conmovió al hablar del deterioro cognitivo que sufre su amigo.

## Homenajes
Vilas fue reconocido en innumerables ocasiones por su exitosa trayectoria deportiva. Entre 1998 y 2001 tuvo un museo dedicado a su vida en la ciudad de Mar del Plata. En 2008, fue homenajeado además durante el 80.º aniversario del estadio Roland Garros. En Argentina, algunas de las raquetas que utilizó en partidos emblemáticos de su carrera se encuentran exhibidos en el museo deportivo Templo del Otro Partido. En 2012 y por iniciativa del periodista Eduardo Puppo, una estatua de Vilas engalana los jardines del Club Náutico de Mar del Plata, el lugar que le vio hacer sus primeros pasos en el deporte. En Buenos Aires existe un club llamado "Vilas Club" en su honor. Allí se juega anualmente un torneo challenger válido por el circuito profesional.

### Capitán honorario y embajador tenístico argentino
En el marco del centenario de la AAT, previsto para septiembre de 2021, la institución anunció en junio de 2020 su intención de “completar los reconocimientos” al jugador más destacado en la historia del país, por lo que lo reconoció como capitán argentino honorario de Copa Davis y embajador mundial del tenis argentino. La iniciativa fue impulsada por el periodista deportivo Eduardo Puppo, y se aprobó por Consejo Directivo en julio de 2018, pero el anuncio se demoró esperando concretar una visita de Guillermo al país para celebrar los nombramientos en su presencia. Vilas no pudo asistir, primero por su delicada salud y luego por la pandemia de coronavirus. “Lo acepto y agradezco, no importa si llega tarde o temprano en mi vida, lo que importa es que se acuerden. Siempre traté de comportarme bien mientras representaba al país, haciendo lo mío o por la Copa Davis, una competencia que amé. No son las ironías del destino, para mí es más que simbólico y lo valoro por el respeto con el que me otorgan estas distinciones”, dijo a la distancia el tenista.

### Espacio Vilas
El 10 de diciembre de 2021 se inaugura el Espacio Vilas en el Club Náutico Mar del Plata. El lugar que lo vio nacer profesionalmente junto a Eduardo Puppo rinden homenaje al mejor tenista argentino de todos los tiempos con una muestra permanente de los objetos más icónicos de su carrera. El único espacio en el Mundo que expone material de carácter invaluable, historias y fotografías que testimonian y celebran al maestro Guillermo Vilas. 

## Torneos de Grand Slam

### Individuales (4)

#### Títulos
| Año  | Torneo                    | Superficie        | Oponente en la final | Resultado       |
| 1977 | Roland Garros             | Polvo de ladrillo | Brian Gottfried      | 6-0 6-3 6-0     |
| 1977 | Abierto de Estados Unidos | Polvo de ladrillo | Jimmy Connors        | 2-6 6-3 7-6 6-0 |
| 1978 | Abierto de Australia      | Césped            | John Marks           | 6-4 6-4 3-6 6-3 |
| 1979 | Abierto de Australia      | Césped            | John Sadri           | 7-6 6-3 6-2     |

#### Finalista (4)
| Año  | Torneo               | Superficie        | Oponente en la final | Resultado       |
| 1975 | Roland Garros        | Polvo de ladrillo | Björn Borg           | 2-6 3-6 4-6     |
| 1977 | Abierto de Australia | Césped            | Roscoe Tanner        | 3-6 3-6 3-6     |
| 1978 | Roland Garros        | Polvo de ladrillo | Björn Borg           | 1-6 1-6 3-6     |
| 1982 | Roland Garros        | Polvo de ladrillo | Mats Wilander        | 6-1 6-7 0-6 4-6 |

## Torneos ATP (78; 62+16)
Todos los títulos oficiales de Guillermo Vilas

### Individuales (62)

#### Títulos
| Leyenda                |
| Grand Slam (4)         |
| Tennis Masters Cup (1) |
| ATP World Tour (57)    |

| Títulos por Superficie |
| Cemento (4)            |
| Polvo de ladrillo (49) |
| Césped (3)             |
| Carpeta (6)            |

### Finalista en individuales (40)
| Leyenda              |
| Grand Slam (4)       |
| Tennis Master Cup(0) |
| ATP World Tour (36)  |

| finalista por superficie |
| Cemento (5)              |
| Polvo de ladrillo (27)   |
| Césped (1)               |
| Carpeta (7)              |

## Historial y récords

### Clasificación en torneos del Grand Slam y Masters
| Torneo               | 1970 | 1972 | 1973 | 1974 | 1975 | 1976 | 1977 | 1978 | 1979 | 1980 | 1981 | 1982 | 1983 | 1984 | 1985 | 1986 | 1987 | 1988 | 1989 | Títulos | G-P   |
| -------------------- | ---- | ---- | ---- | ---- | ---- | ---- | ---- | ---- | ---- | ---- | ---- | ---- | ---- | ---- | ---- | ---- | ---- | ---- | ---- | ------- | ----- |
| Abierto de Australia | -    | -    | -    | -    | -    | -    | F    | G    | G    | SF   | 3R   | -    | -    | -    | -    | -    | -    | -    | -    | 2       | 23- 3 |
| Roland Garros        | -    | 3R   | 3R   | 3R   | F    | CF   | G    | F    | CF   | CF   | 4R   | F    | CF   | 1R   | 2R   | CF   | 2R   | 2R   | 1R   | 1       | 56-17 |
| Wimbledon            | 1R   | 1R   | -    | 3R   | CF   | CF   | 3R   | 3R   | 2R   | -    | 1R   | -    | 1R   | -    | -    | 1R   | -    | -    | -    | 0       | 15-11 |
| US Open              | -    | 2R   | 1R   | 4R   | SF   | SF   | G    | 4R   | 4R   | 4R   | 4R   | SF   | 3R   | 3R   | 2R   | 1R   | -    | -    | -    | 1       | 43-14 |
| Masters              | -    | -    | -    | G    | SF   | SF   | SF   | 1R   | -    | 1R   | 1R   | SF   | -    | -    | -    | -    | -    | -    | -    | 1       | 16-11 |

## Discografía
- 1990: "Milnuevenoventa" - ABR
- 1992: "Dr. Silva" - DEL CIELITO RECORDS
- 1998: "Guillermo Vilas" - GV Y ASOCIADOS

## Libros
- 1974: "125" (J.R. Corvalán y asociados,[50] poesía)
- 1976: "Quién soy y cómo juego" (El Gráfico[50], autografía)
- 1981: "Cosecha de cuatro" -con prólogo de Luis Alberto Spinetta[51] - (Editorial Galerna[51], poesía)

## Filmografía
| Año  | Película                                      | Género                    | Personaje |
| ---- | --------------------------------------------- | ------------------------- | --------- |
| 1979 | "Players"                                     | Drama, romance, deportes. | él mismo  |
| 2014 | "A Perfect Day"                               | Documental                | él mismo  |
| 2020 | Vilas: Serás lo que debas ser o no serás nada | Documental                | él mismo  |